# Zastavie (Bavoriv), Ternopil
Zastavie (în ucraineană Застав'є) este un sat în comuna Bavoriv din raionul Ternopil, regiunea Ternopil, Ucraina.

## Demografie
Componența lingvistică a localității Zastavie
     Ucraineană (100%)
Conform recensământului din 2001, toată populația localității Zastavie era vorbitoare de ucraineană (100%).